# أماندوس هولت
أماندوس هولت هو نقابي وسياسي نرويجي، ولد في 24 سبتمبر 1888، وتوفي في 15 ديسمبر 1965. نشط حزبياً في حزب العمال. وقد انتخب نائب عضو برلمان النرويج ‏ عن دائرة أوسلو ‏ وقد انضم خلال فترته النيابية ‏ (1931 – 1933) للكتلة البرلمانية حزب العمال وانتخب نائب عضو برلمان النرويج ‏ عن دائرة أوسلو ‏ وقد انضم خلال فترته النيابية ‏ (1925 – 1927) للكتلة البرلمانية حزب العمال.